# 马可斯莫吉高
拿督马可斯莫吉高，马来西亚政治人物，曾经于2004年至2018年担任沙巴必打丹国会议员，曾是沙民统总财政。